# Lev Chezza
Lev Chezza (sau Cezza, în rusă Лев Абрамович Чезза, n. Katz; n. 29 aprilie 1914, Chișinău, Imperiul Rus – d. 17 octombrie 1980, Chișinău, RSS Moldovenească, URSS) a fost un critic de artă și literar sovietic moldovean.

## Biografie
Chezza s-a născut în 1914 în Chișinău, într-o familie de evrei. După absolvirea unui liceu românesc în orașul natal, a studiat la Facultatea de Litere și Filosofie a Universității din Iași, pe care a absolvit-o în 1939, după care s-a întors în Chișinău. 
În cel de-al Doilea Război Mondial, s-a aflat în evacuare în Georgia. Din 1945 a predat la Universitatea Pedagogică din Chișinău, iar, din 1960, la Universitatea de Stat.
Chezza a scris numeroase lucrări în limbile rusă și română despre arta plastică din RSS Moldovenească, dar și despre literatura, analizând scriitori precum Pușkin sau Caragiale. 
Chezza a decedat pe 17 februarie 1980 în Chișinău.